# 2510 Shandong
2510 Shandong је астероид главног астероидног појаса чија средња удаљеност од Сунца износи 2,253 астрономских јединица (АЈ).
Апсолутна магнитуда астероида је 12,60.